# Josep Maria Subirachs
Josep Maria Subirachs i Sitjar (Barcelona, 11 de março de 1927 – Barcelona, 7 de abril de 2014) foi um escultor, pintor, cenógrafo, gravador e crítico de arte catalāo. Destacou-se, principalmente, na escultura com inúmeras obras em diferentes cidades entre elas Barcelona.

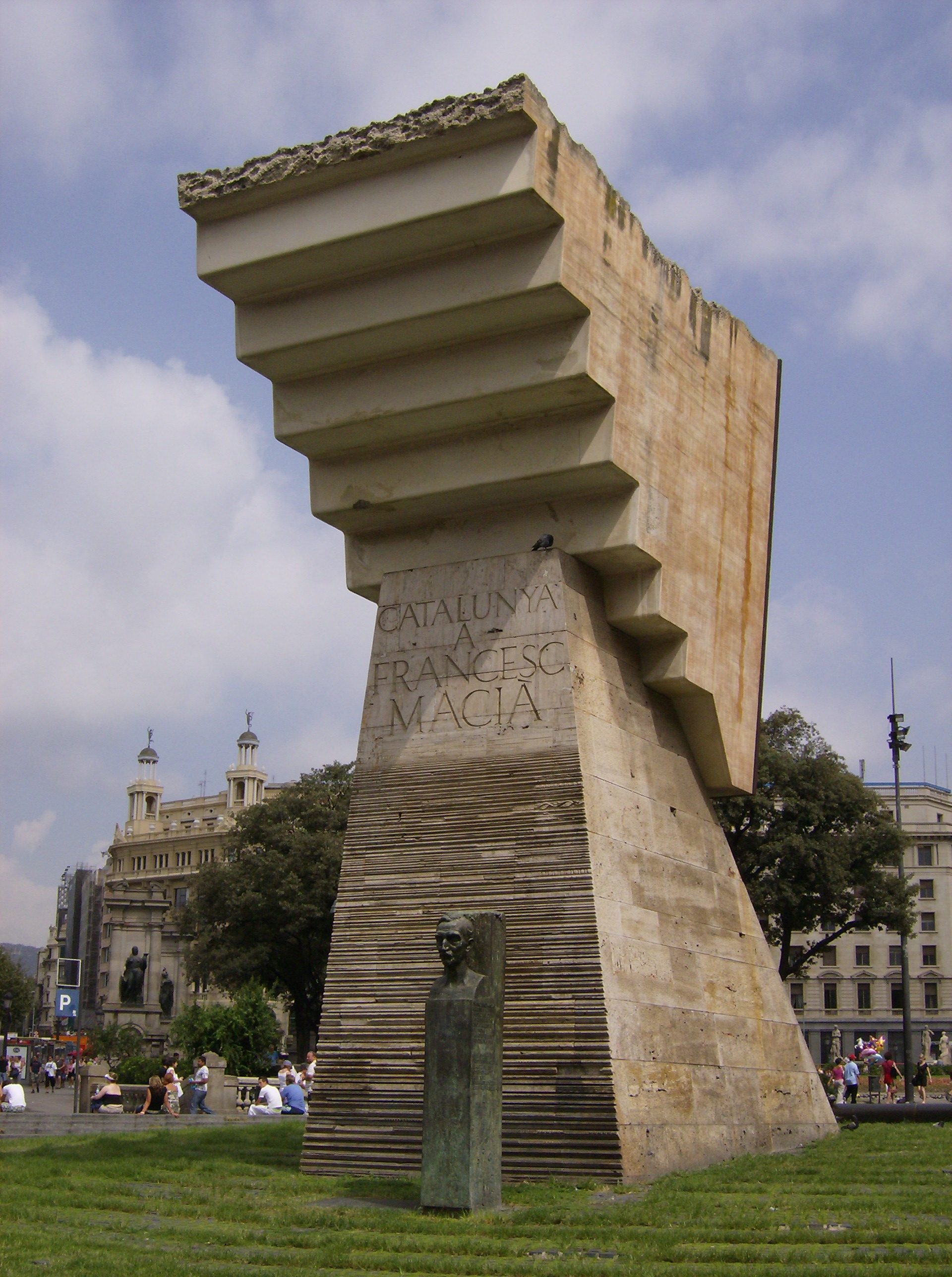
Monumento ao Presidente Macià, Praça da Catalunha, Barcelona.

O seu trabalho mais conhecido é a Fachada da Paixão no Templo Expiatório da Sagrada Família em Barcelona, que iniciou em 1987.
Foi ele que realizou o monumento ao presidente Macià na Praça da Catalunha, em 1991.
Também trabalhou em muitos outros projetos de esculturo em vários locais do mundo.

## Reconhecimento
- Membro da Reial Acadèmia Catalana de Belles Arts de Sant Jordi, Barcelona
- Membro correspondente da Hispanic Society of America of New York
- Creu de Sant Jordi pela Generalitat de Catalunya
- Medalha da Universitat Autònoma de Barcelona
- Oficial da Ordre des Arts et des Lettres de França
- Personnalité de l'Année 1987, Paris
- Membro da Real Academia de Bellas Artes de San Fernando, Madrid
- Medalha de Honra da Real Academia de Belas Artes de Santa Isabel, Hungria

O asteroide 134124 Subirachs, descoberto em 2005, recebeu este nome em sua homenagem.